# Hippolyte Bergamotte
Le professeur Hippolyte Bergamotte est un personnage de fiction des Aventures de Tintin, créé par le dessinateur belge Hergé. Il apparaît pour la première fois dans Les Sept Boules de cristal, la treizième aventure de la série prépubliée sous son titre définitif du 16 décembre 1943 au 2 septembre 1944 en noir et blanc dans les pages du quotidien Le Soir.

## Le personnage dans la série
Hippolyte Bergamotte est un ethnologue et l'un des sept membres de l'expédition Sanders-Hardmuth qui, dans Les Sept Boules de cristal, rapporte la momie de l'Inca Rascar Capac. Celle-ci est d'ailleurs conservée dans sa villa, exhibée dans une vitrine de son salon,. C'est un ami de longue date du professeur Tournesol, les deux hommes s'étant connus durant leurs études.
Il est le dernier rescapé de l'expédition, ses membres étant frappés tour à tour d'une malédiction dont il révèle le contenu à Tintin après qu'un phénomène de foudre en boule a provoqué la volatilisation de la momie. Il est à son tour frappé pendant la nuit, et plongé comme ses collègues dans un état de profonde léthargie.

## Sources d'inspiration
Le personnage d'Hippolyte Bergamotte est inspiré de l'égyptologue belge Jean Capart, directeur des Musées royaux d'art et d'histoire de Bruxelles.
Sa villa est inspirée d'une bâtisse voisine de la maison d'Hergé à Boitsfort, dont le dessinateur Edgar P. Jacobs réalise de nombreux croquis.

## Interprétations
En 1969, les studios Belvision produisent un long métrage d'animation, Tintin et le Temple du Soleil, qui reprend la trame des Sept Boules de cristal et du Temple du Soleil. Réalisé par Eddie Lateste, elle fait intervenir André Valmy dans le rôle du professeur Bergamotte,

#### Album en couleurs
- Hergé, Les Sept Boules de cristal, Tournai, Casterman, 1975, 62 p. (ISBN 2-203-00112-7, présentation en ligne).
- Hergé, Le Temple du Soleil, Tournai, Casterman, 1977, 62 p. (ISBN 978-2-203-00113-8, présentation en ligne).